# Спарті
Спарті (грец. Σπάρτη) — місто в Греції на півдні півострова Пелопоннес у периферії Пелопоннес, столиця ному Лаконія. Розташоване біля східного підніжжя гірського хребта Тайгет. Населення 18 000 осіб.

## Історія
Сучасне місто Спарті розташоване неподалік від руїн Давньої Спарти. До початку 19 століття Спарта існувала лише як невеличке селище в тіні потужнішого Містрасу — середньовічного міста. У 1834 році після завершення Грецької війні за незалежність король Греції Оттон оголосив про необхідність реорганізувати адміністративно-територіальний устрій держави, зокрема селища, що лежать поблизу Давньої Спарти, об'єднати в єдине місто під назвою Спарта.
Генеральний план міста розроблявся таким чином, аби розбудувати одне з найкрасивіших міст Греції: проєктувались площі, бульвари, широкі проспекти. Навіть був введений титул Герцога Спарти для грецького наслідного принца.

## Населення
| Рік  | Місто  | Муніципалітет |
| ---- | ------ | ------------- |
| 1961 | 10,412 | —             |
| 1981 | 12,975 | —             |
| 1991 | 13,011 | 16,322        |
| 2001 | 14,817 | 19,567        |

## Визначні місця
- Руїни Давньої Спарти;
- Фрагменти античних укріплень 7 століття до н. е. — 2 століття н. е.;
- Акрополь з храмом богині Афіни 6 століття до н. е.;
- Античний театр 1-2 століть н. е.

## Персоналії
- Леонідас Зорас — новогрецький композитор і диригент.

## Міста-побратими
- Бібл, Ліван
- Ніш, Сербія
- Стемфорд, США
- Шопрон, Угорщина